# Tama Drums

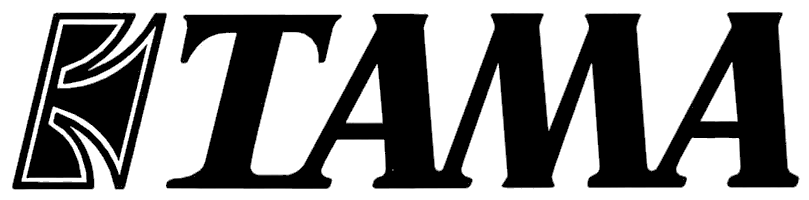
Logo

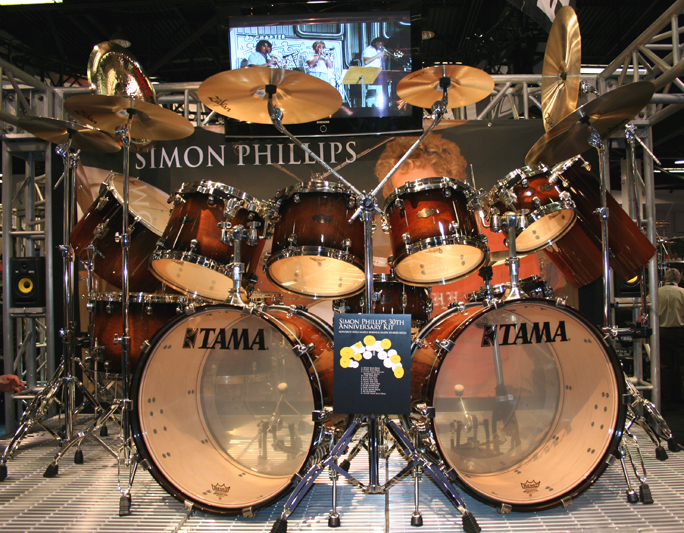
TAMA-Schlagzeug von Simon Phillips

Tama Drums ist eine japanische Marke für Schlagzeuge und deren Zubehör des Unternehmens Hoshino Gakki.

## Geschichte
Seit 1965 wurden Drumsets unter dem Namen Star produziert. Es handelte sich vorwiegend um Nachbauten der seinerzeit gängigen US-Fabrikate, wie beispielsweise Ludwig. Seit 1974 werden sie unter dem Markennamen TAMA verkauft.

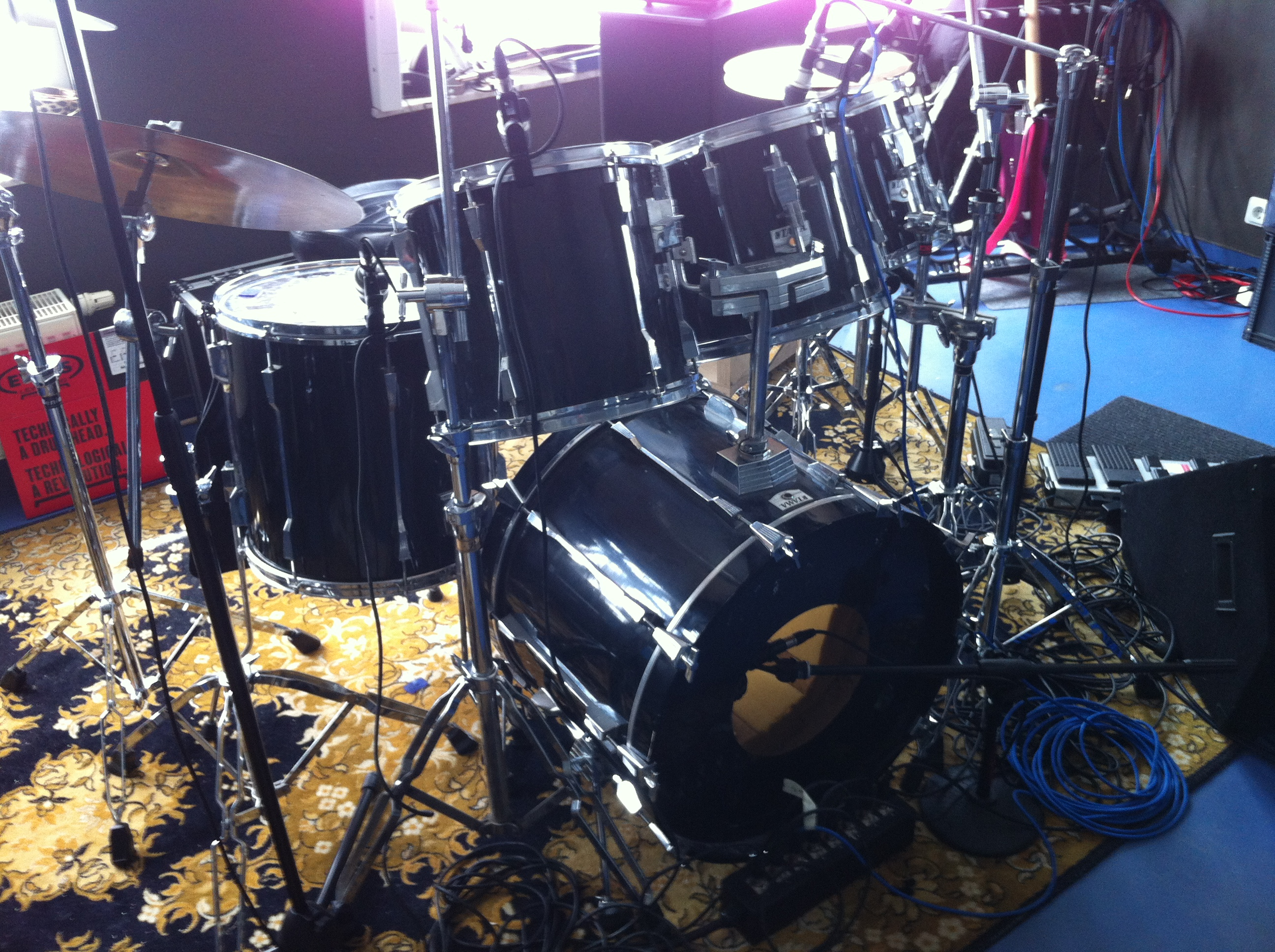
TAMA Drumset aus der Serie Rockstar-PRO Baujahr um 1992

Das „Swingstar“ und das „Rockstar“ waren, hinter dem Konkurrenten Pearl Export, die gängigsten Serien im günstigen Bereich.
Der Vertrieb in Deutschland erfolgt durch den Beckenhersteller Meinl.
Tama Drums gehörte später in der Entwicklung von Schlagzeugen sowie deren Zubehör zu den Vorreitern. Im Bereich der Drum-Hardware „Tama Titan“-Reihe spielt TAMA auch mit der „Iron Cobra“-Serie eine große Rolle. Die zuvor bekannte Camco-Kettenfußmaschine stammt von dem ehemaligen Schlagzeughersteller „Camco“, die von Drum Workshop gekauft wurde.
TAMA war die erste Marke, für die Signature Snare Drums hergestellt wurden, die nach der Vorgabe von Schlagzeugern hergestellt werden. Ein Beispiel hierfür ist die Snare-Drum von Lars Ulrich von Metallica, die auch auf dem Album St. Anger Verwendung fand.

## Serien

### Aktuelle Modelle
Schlagzeugsets:
- STAR: Bubinga, Maple, Walnut
- Starclassic: Maple, Walnut/Birch
- Superstar: Hyper-Drive, Classic
- Imperialstar
- Cocktail-JAM
- Club-JAM
- Rhythm Mate (Einsteiger-Serie)

Snaredrums:
- div. Artist Signature Modelle
- STAR Reserve
- STAR: Bubinga, Maple, Walnut u. v. m.
- Starclassic: Maple, Walnut/Birch
- S.L.P. („Sound Lab Project“)
- STARPHONIC
- Soundworks
- Metalworks (1,2 mm Stahl)
- Woodworks

### Historische Modelle
Schlagzeugsets:
- Artstar (I, II, Custom)
- Granstar (Custom, II)
- Rockstar (PRO, DX)
- Silverstar
- Starclassic (Bubinga Elite/EFX/Omni-Tune, Performer B/B & EFX)
- Superstar (EFX, Custom)

Snaredrums:
- Artwood: Maple
- Starclassic: Bubinga, Birch/Bubinga, Brass, Copper, Bronze
- Starworks
- Warlord Collection (mit Swarovski-Kristallen verziert): Titan, Bronze, Steel, Bell Bronze, Bubinga, Maple

## Herstellungseinteilung
Früher wurden Schlagzeuge dieser Marke jeweils zu einem Musikstil passend hergestellt. So wurde das TAMA Superstar beispielsweise für die Stilrichtungen Rock und Heavy Metal konzipiert. Das realisierte man durch den Einsatz von stark abgerundeten Kesselgratungen, was einen warmen und langanhaltenden Ton ergab, jedoch das Stimmen der Schlagzeuge stark erschwerte. Um 1990 begann man dann mit der Herstellung von Drums, die man in den verschiedensten Musikrichtungen nutzen konnte.

## Benutzer von TAMA (Auswahl)
- Anika Nilles
- Kenny Aronoff[3]
- Charlie Benante
- Stewart Copeland
- Peter Erskine
- Simon Phillips
- Mike Portnoy
- John Tempesta
- Lars Ulrich